# Бошаца
Бошаца (словац. Bošáca) — село, громада округу Нове Место-над-Вагом, Тренчинський край. Кадастрова площа громади — 19.6 км².
Населення 1388 осіб (станом на 31 грудня 2020 року).

## Історія
Бошаца згадується 1380 року.

## Населення
| Рік:            | 1994. | 2004.   | 2014.   | 2024.   |
| --------------- | ----- | ------- | ------- | ------- |
| Кількість осіб: | 1367  | 1342    | 1393    | 1321    |
| Різниця:        |       | -1,82 % | +3,80 % | -5,16 % |

| Рік:            | 2023. | 2024.   |
| --------------- | ----- | ------- |
| Кількість осіб: | 1334  | 1321    |
| Різниця:        |       | -0,97 % |